# チェリー (たばこ)
チェリー（CHERRY）は、日本たばこ産業（JT）から製造・販売されていた日本のたばこの銘柄の一つ。
なお、明治期に実質的な別商品が同名称で販売されていたこともあるため、当項では双方を併記する。

## 概要

### 初代(官製煙草)
1904年6月29日、いわゆる「官製煙草」として大蔵省専売局が最初に発売した銘柄のひとつ。バージニア葉（黄色種）を使用した甘みと細巻きが特徴の両切たばこで、10本入りの通常パッケージの他、10本入り（太巻き）や50本入りの丸缶（細巻き・太巻き）も一時期存在した。戦時中は敵性語にあたるとして「櫻」に改称されている。
発売翌年の1905年に、斜め格子模様のピンク色の下地に桜の線画があしらわれたパッケージデザインに変更された。以降、細部の変更や櫻への改称はあったものの、基本的なデザインが変更されることはなかった。また、桜の線画は2代目に継承されている。1932年5月25日からインドでも発売される。
著名な愛煙者に池波正太郎、横光利一、山本五十六などがおり、池波は「チェリーのうまさは、ピースどころじゃない」と語ったという。フィクションの人物としては、宮崎駿監督によるスタジオジブリのアニメ映画『風立ちぬ』において、主人公である堀越二郎が愛煙しているタバコとして登場する。
1930年代前半は、1箱10銭というキリの良い価格設定もあり高い人気を博した。しかし1936年（昭和11年）に12銭に値上げされたこと、そのタイミングで新製品「光」がチェリーの元の価格である10銭で売り出されたことから、チェリーの愛好者が光へ移動。地域によってはチェリーの販売本数が1/3程度にまで激減した。
1940年11月12日に『櫻』に改称して発売。その後、1944年3月に資材不足のため廃止され、これを以って初代『チェリー』が廃止されたものと認識されている。

### 2代目
1970年に日本専売公社（現・日本たばこ産業）から発売された。日本初のアメリカンブレンドのたばこで、パッケージはえんじ色の下地に初代から継承された桜の線画があしらわれた落ち着いたデザインになっていた。なお、初代とは異なり、吸い口はフィルター付きとなった。
1974年には、警視庁100周年を記念した、記念たばこの銘柄に選ばれている。
著名な愛煙者に青木幹雄、橋本龍太郎、細野晴臣、市川崑、宮崎駿、柄谷行人、森敦などがいる。ごく短い期間ではあるが、日本で一番売れているたばことなったこともあった。
東日本大震災による工場の被災により生産の中断に追い込まれたが、2011年5月12日には販売量が少ないことを理由に、そのまま販売を再開せず廃止することが発表された。

## 復刻キャンペーン
JTは2023年7月24日から同年8月10日までの18日間、会員サイト「CLUB JT」において会員向けにアンケートを取り、アンケートの結果次第ではあるものの『チェリー』を非売品として限定復刻するキャンペーンを実施した（復刻する場合の製品は2代目の物）。10000票の投票を目標としたところ、947％の94720人に及ぶ会員から合計107737票の投票が得られた。復刻することになった暁には同年9月中旬より応募の受付を開始する予定であるとしていたが、『悪魔的なたばこ（仮称）』が72406票だったのに対し『チェリー』は35331票しか得票数を獲得できず、限定復刻できなかった。